# Berliner Tor (Hamburg)

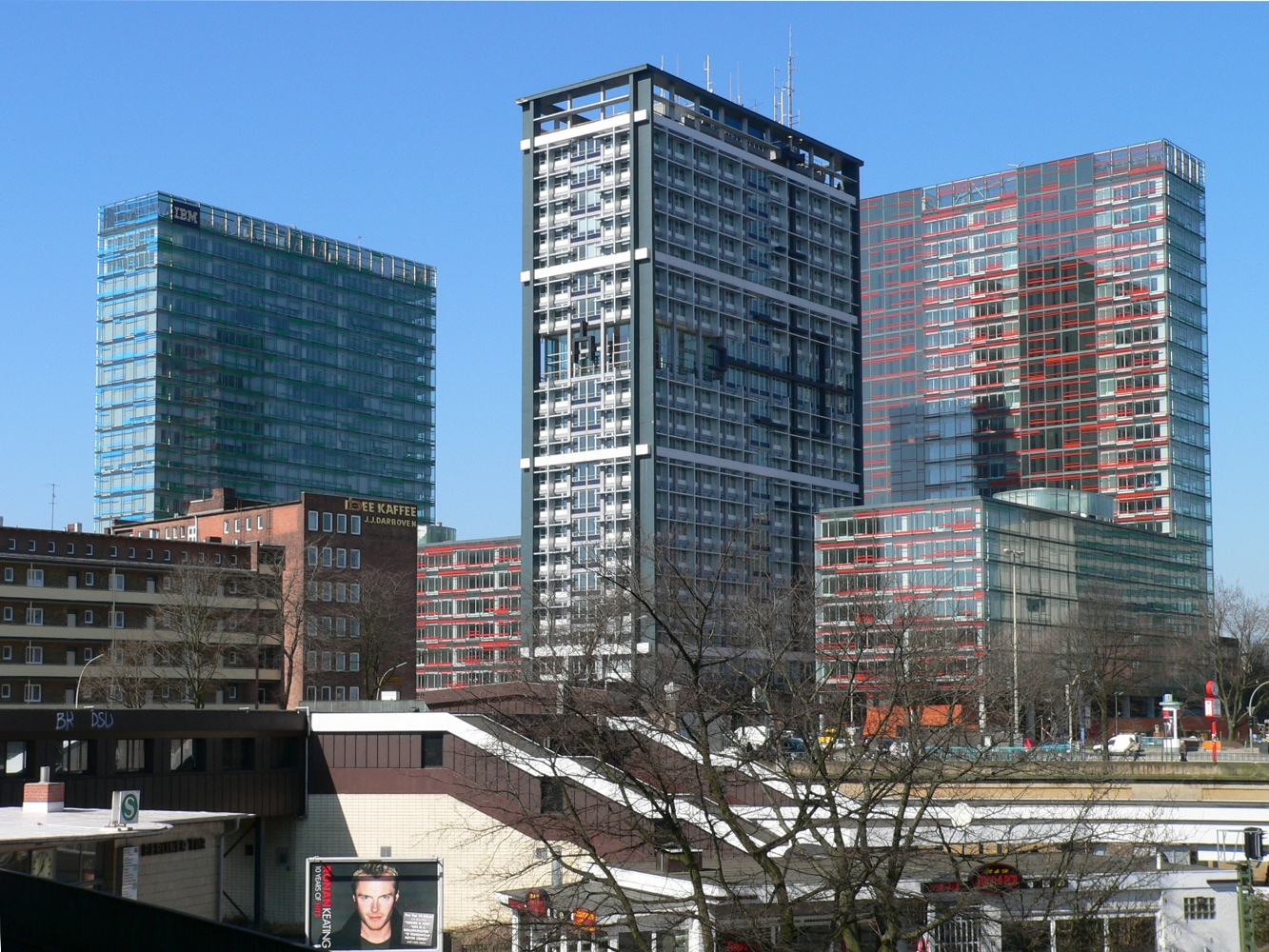
Berliner-Tor-Center, in der Mitte das einstige Polizeipräsidium, im Vordergrund die Treppenabgänge zur S-Bahn

Das Berliner Tor war vom 17. bis 19. Jahrhundert ein Stadttor in Hamburg am Eingang der damaligen Vorstadt St. Georg. Heute ist hier ein wichtiger Verkehrsknotenpunkt an den Grenzen der Stadtteile St. Georg, Borgfelde und Hammerbrook. Die Bezeichnung Berliner Tor steht heute vor allem für den gleichnamigen S- und U-Bahnhof. Außerdem erinnern die Straßennamen Berliner Tor (bis 1899 Beim Berliner Tor) und Berlinertordamm an den einstigen Durchlass im Festungswall. Eine weithin sichtbare Landmarke ist das Berliner Tor Center, ein Büro-Hochhaus-Ensemble um das ehemalige Polizeipräsidium.

## Geschichte

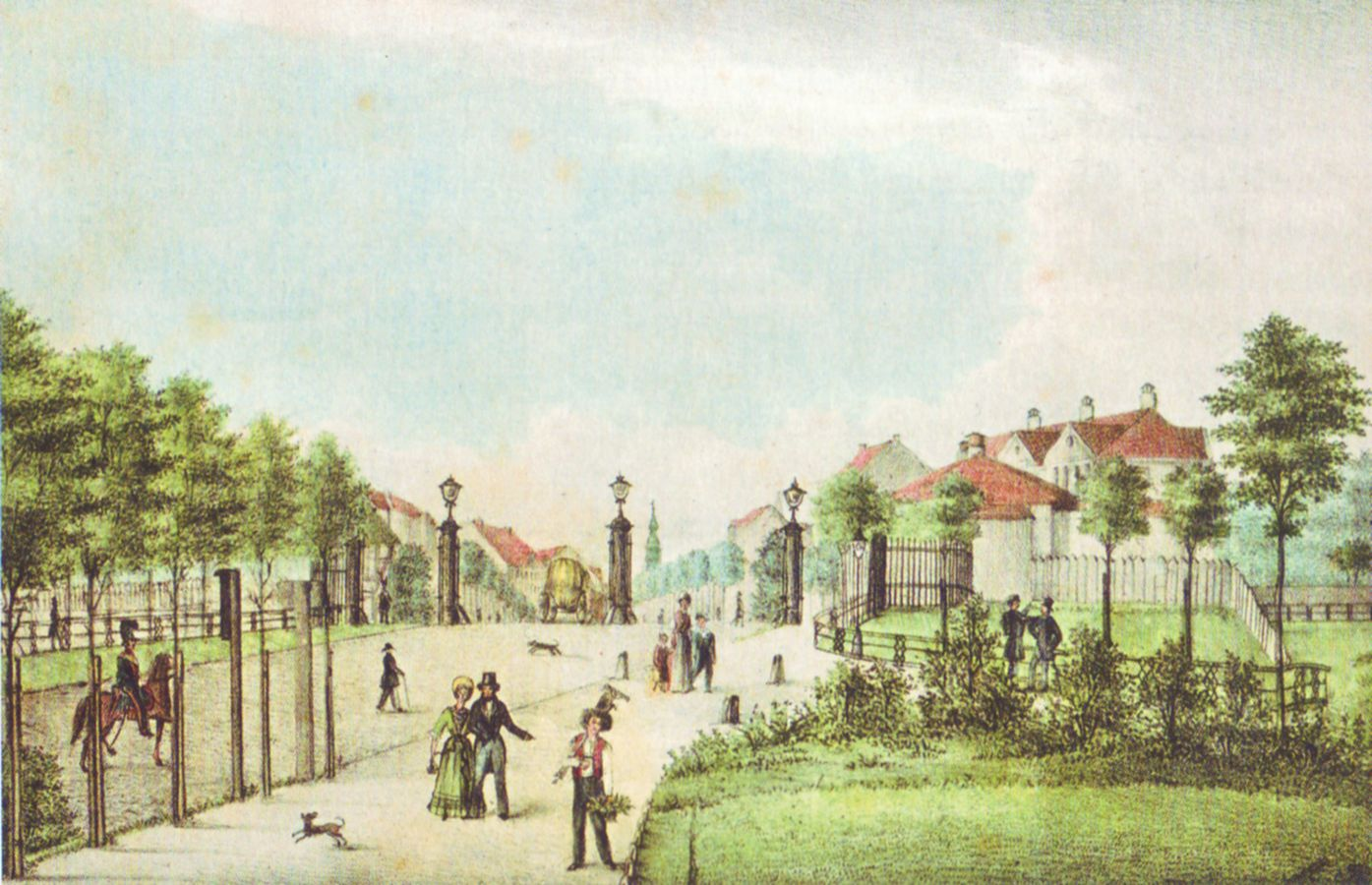
Das Berliner Tor im Jahr 1834

Ehemaliges Hochwasserreservoir der Stadtwasserkunst, erbaut 1855 von Alexis de Chateauneuf, 1911 beim Bau der U-Bahn abgebrochen

Das Berliner Tor (offizieller Name seit 1836, zuvor nur „No. 1“ oder auch Hammer Tor) wurde im Zuge der Errichtung des sogenannten „Neuen Werks“ (1679–1682) erbaut, mit dem die außerhalb des Wallrings gelegene Vorstadt St. Georg in die Stadtbefestigung einbezogen wurde. Es war neben dem weiter nördlich gelegenen Lübecker Tor und der – erst im 19. Jahrhundert ergänzten – Sechslingspforte nahe der Alster eines von drei Zugängen in diesem Bereich. Von hier aus führte die alte Heerstraße und spätere Hammer Landstraße nach Bergedorf und weiter nach Berlin.
In der Nähe des Tores befand sich im 17. und 18. Jahrhundert auch der Strohspeicher der Hamburgischen Kavallerie, nach dem die Straße Beim Strohhause benannt ist. Nach dem Ende der französischen Besetzung Hamburgs (1806–1814) wurde das Tor in den Jahren 1833–36 grundlegend umgestaltet, da es – wie die gesamte Stadtbefestigung – militärisch veraltet war und keinen Schutz mehr bot, aber noch für die Durchsetzung der Torsperre und als Akzisetor benötigt wurde: Die Brücke über den Wallgraben wurde durch einen aufgeschütteten Damm ersetzt, anstelle des alten Tores wurden pfeilerbegrenzte Durchfahrten errichtet, die noch bis zur Aufhebung der Torsperre 1861 nachts durch Eisentore verschlossen wurden. Erst seit der Umgestaltung heißt es offiziell Berliner Thor. 
1906 wurde der Bahnhof der Vorortbahn nach Ohlsdorf eröffnet, 1912 folgte nördlich davon der erste U-Bahnhof der Ringlinie (heutige U3). Im Zuge des Baus der U-Bahn-Strecke nach Billstedt (heute Linien U2/U4) wurde 1962–1965 ein neuer viergleisiger Umsteigebahnhof zur kreuzungsfreien Ein-/Ausfädelung gebaut und per Fußgängertunnel an den bestehenden S-Bahnhof angebunden.

## Straßennamen
Die parallel zum früheren Stadtwall verlaufende Straße Berliner Tor hieß ursprünglich bis mindestens 1841 Am Wall bey No. 1, der Abschnitt nördlich der Minenstraße Am Wall bey No. 4. Danach hießen die entsprechenden Abschnitte Bei dem Berlinerthor und Bei dem Lübeckerthor, ab ca. 1899 nur noch Berlinerthor und Lübeckerthor. Erst seit ca. 1950 trägt die gesamte Straße den heutigen Namen.
Der über den einstigen Wallgraben verlaufende Berlinertordamm trägt diesen Namen spätestens seit 1905, vorher hieß er nur Berliner T(h)or. 
Die heutige Straße Beim Berliner Tor trägt diesen Namen erst seit 1993, zuvor war sie unbezeichnet.

## Bauwerke

### Berliner-Tor-Center
Die Gegend um den Bahnhof Berliner Tor ist vor allem durch Büro- und Geschäftsbauten geprägt. Beispielhaft ist das markante, 90 Meter hohe Berliner-Tor-Center, ein Bürohaus-Ensemble um das 1958 bis 1962 gebaute und heute denkmalgeschützte Hochhaus von der Arbeitsgemeinschaft von Hans Atmer und Jürgen Marlow mit Hans Holthey sowie Egon Jux und Harro Freese, das früher als Polizeipräsidium genutzt wurde. Die Entwürfe für die 2004 fertiggestellten Erweiterungsbauten stammen von Jan Störmer. Das Berliner-Tor-Center bietet insgesamt 78.000 Quadratmeter Bürofläche und rund 100 Wohnungen.

### Hauptfeuerwache Berliner Tor

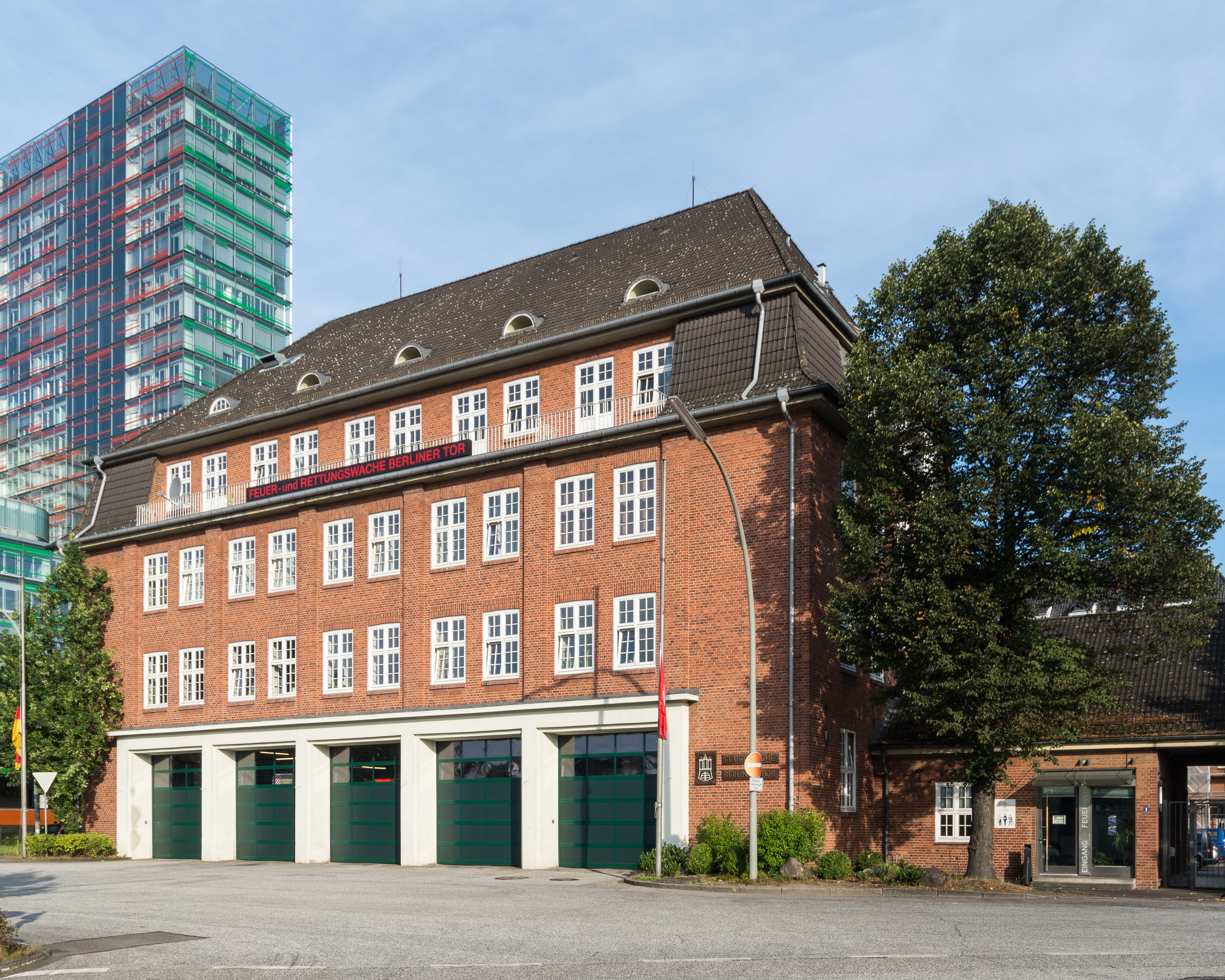
Hauptfeuerwache Berliner Tor

Nördlich des Bahnhofs stehen zwei Gebäude des früheren Oberbaudirektors Fritz Schumacher: die Hauptfeuerwache, errichtet 1911–15 und das Gymnasium Klosterschule von 1919–22. Zwischen Hauptfeuerwache, Klosterschule und dem nördlich angrenzendem HAW-Campus befindet sich die Staatliche Handelsschule Berliner Tor. 
Von 1855 bis 1911 befand sich auf dem Gelände der Feuerwache ein Hochreservoir der Hamburger Wasserversorgung.

### HAW-Campus und Justizforum
Zwischen Berliner Tor und dem nördlich gelegenen Lübecker Tor erstreckt sich der Hauptcampus der Hochschule für Angewandte Wissenschaften (HAW, früher Fachhochschule Hamburg). Das Hauptgebäude der HAW wurde zwischen 1910 und 1922 von Fritz Schumacher für die damaligen Technischen Staatslehranstalten erbaut.
Am nördlichen Ende der Straße Berliner Tor liegt das 2003 eingeweihte Haus der Gerichte/Justizforum Ost Lübeckertordamm mit dem Oberverwaltungsgericht und dem Verwaltungsgericht Hamburg, dem Finanzgericht Hamburg und dem Amtsgericht Hamburg-St. Georg.

### Berliner Bogen

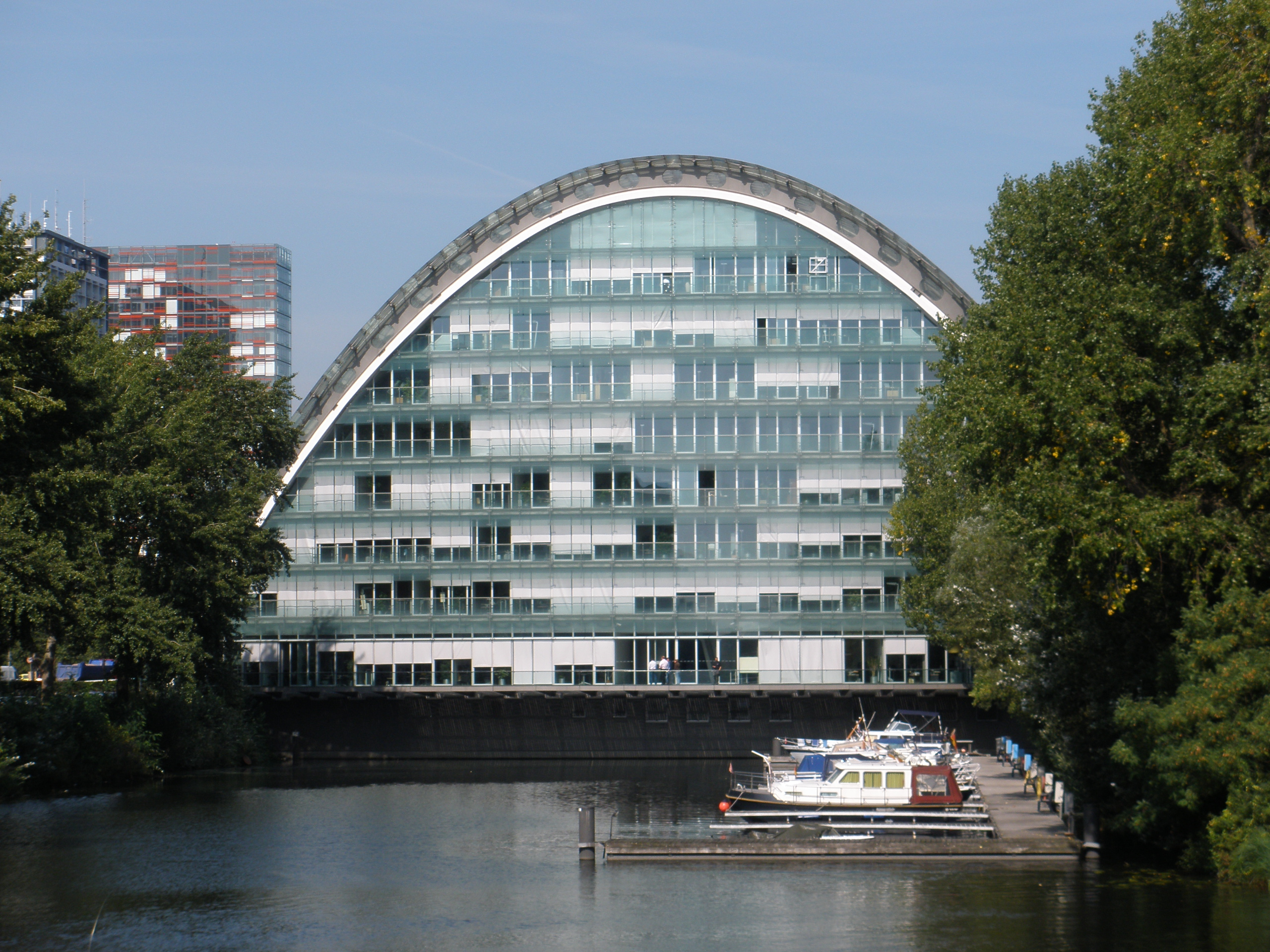
Bürohaus „Berliner Bogen“

Auf der südlichen Seite des Bahnhofs, im Stadtteil Hammerbrook, befindet sich das Bürohaus Berliner Bogen am Anckelmannsplatz am Nordende des Hochwasserbassins. Das Gebäude aus Glas und Stahl in moderner Formensprache, entworfen von BRT Architekten (Jens Bothe, Kai Richter, Hadi Teherani), erbaut 1998–2001, errang den Deutschen Stahlpreis 2002. Das achtstöckige „Haus im Haus“ bietet auf ca. 32.000 m² Mietfläche (Bruttogeschossfläche 43.000 m²) Platz für rund 1200 Arbeitsplätze. Durch die beiden Fassadenebenen und sechs integrierte Wintergärten als klimatische Pufferzone zwischen dem inneren Gebäude und dem Außenraum entsteht ein Mikroklima, in dem durch Verzicht auf eine herkömmliche Klimaanlage fast eine Halbierung der Heiz- und Betriebskosten erreicht werden kann, Nebeneffekte sind Belüftung und Schallschutz. Im Keller des Hauses betreibt die Hamburger Stadtentwässerung (HSE) ein Mischwasserrückhaltebecken, um bei Starkregen ein Überlaufen der öffentlichen Siele zu verhindern.

### Bunker am Berliner Tor
In unmittelbarer Nachbarschaft zum Berliner Tor befinden sich in einer kleinen Grünanlage auf Borgfelder Seite zwei Luftschutzbauwerke aus dem Zweiten Weltkrieg: zum einen ein Zombeck-Turmbunker für kurzfristige Aufenthalte, zum andern der dreistöckige Tiefbunker Berlinertordamm, der in den 1960er Jahren als öffentlicher Schutzraum für den Fall eines Atomkrieges ausgebaut wurde. Beide Anlagen stehen heute unter Denkmalschutz.

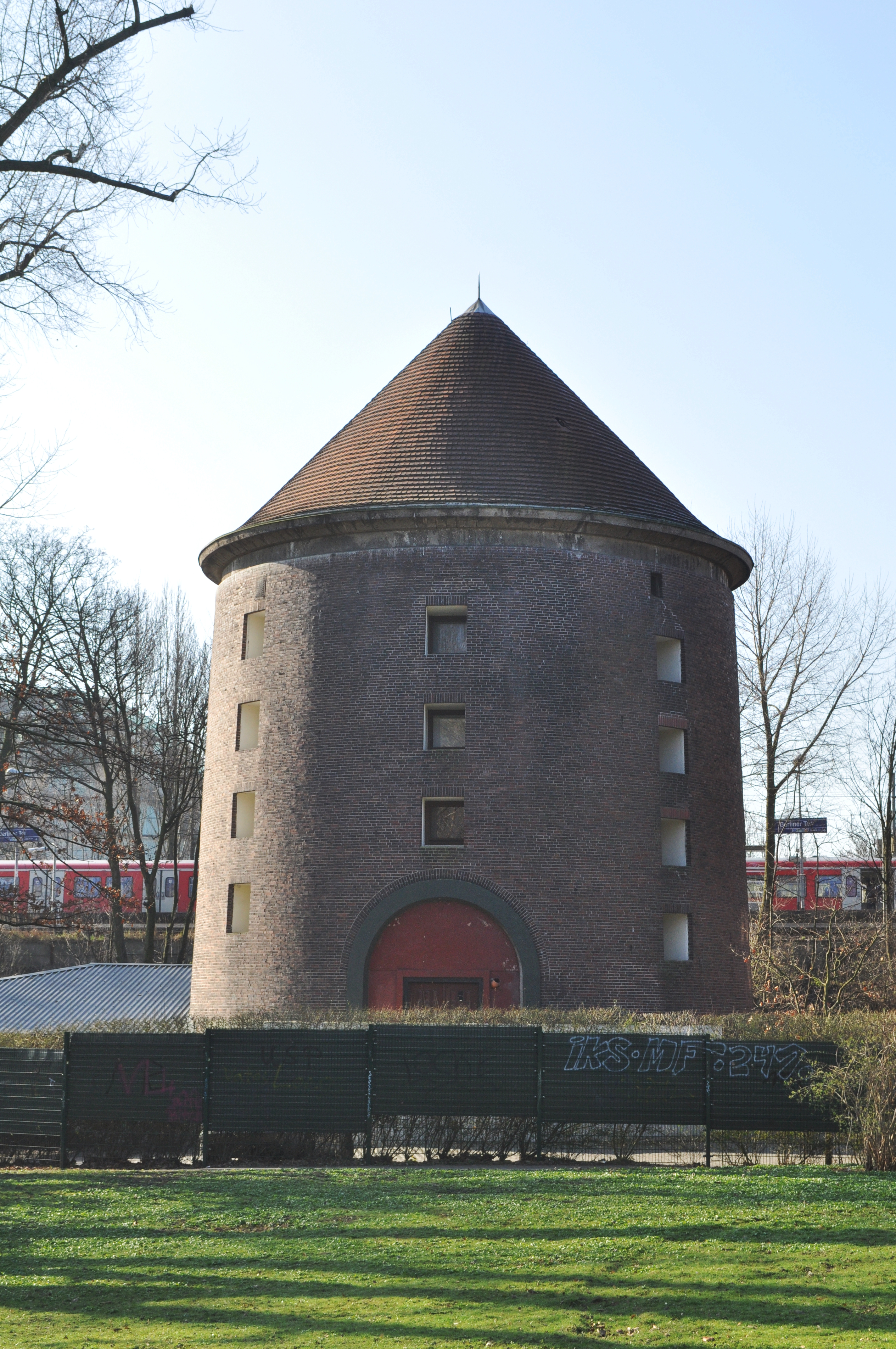
Zombeck-Rundbunker (Zustand 2012)
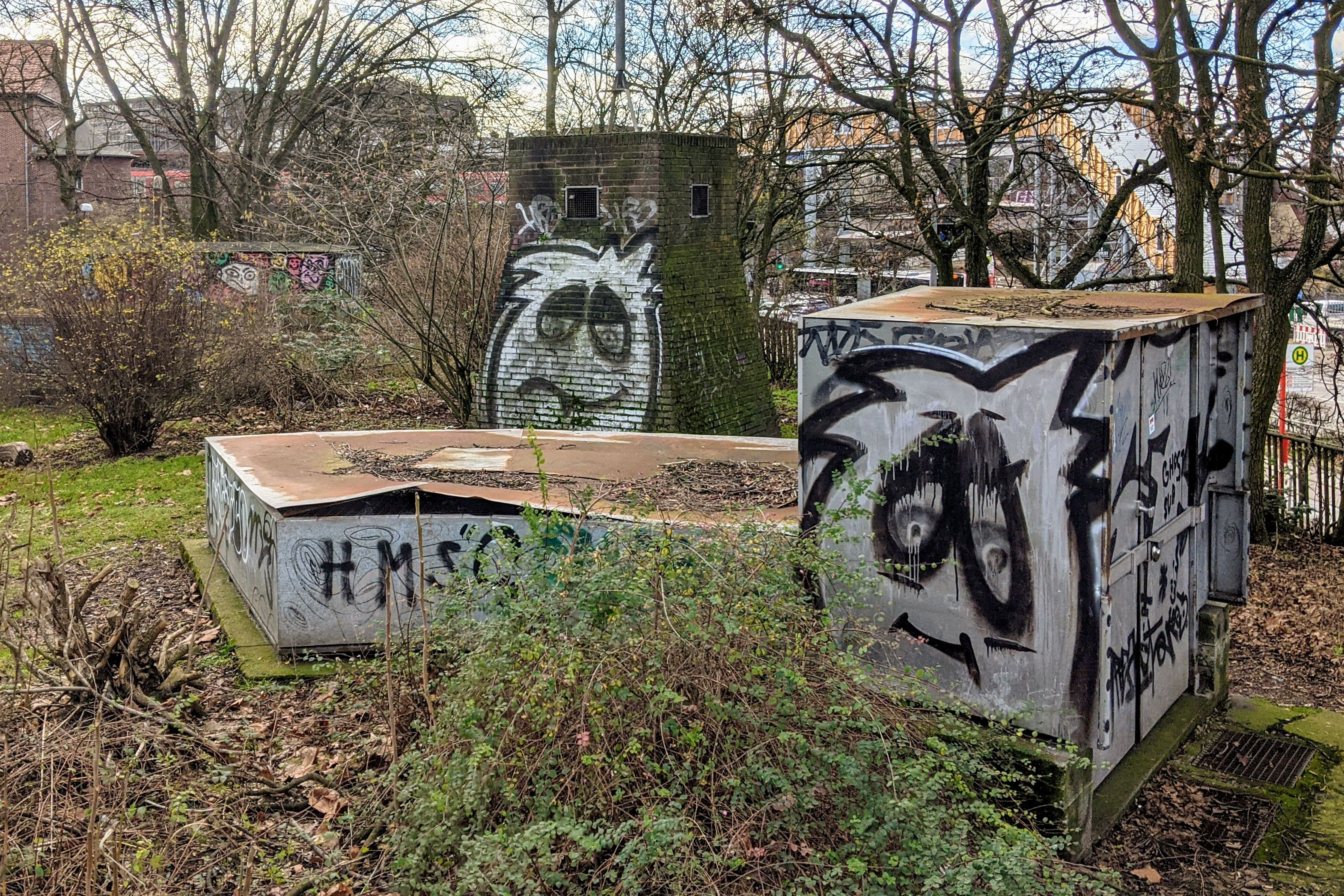
Abluftschacht und Einstiegsbauwerk des Tiefbunkers Berlinertordamm
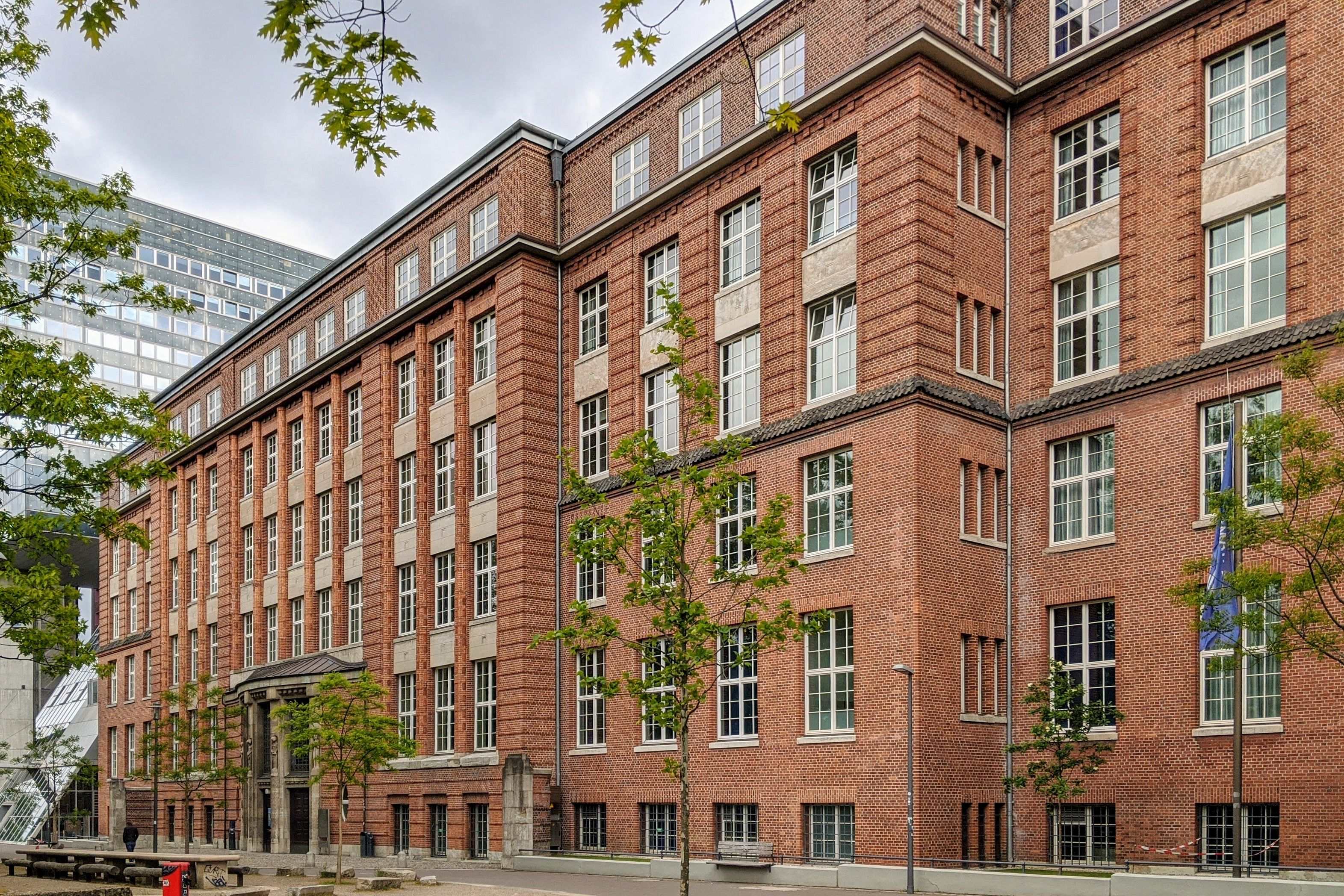
Hauptgebäude der HAW Hamburg zwischen Berliner und Lübecker Tor
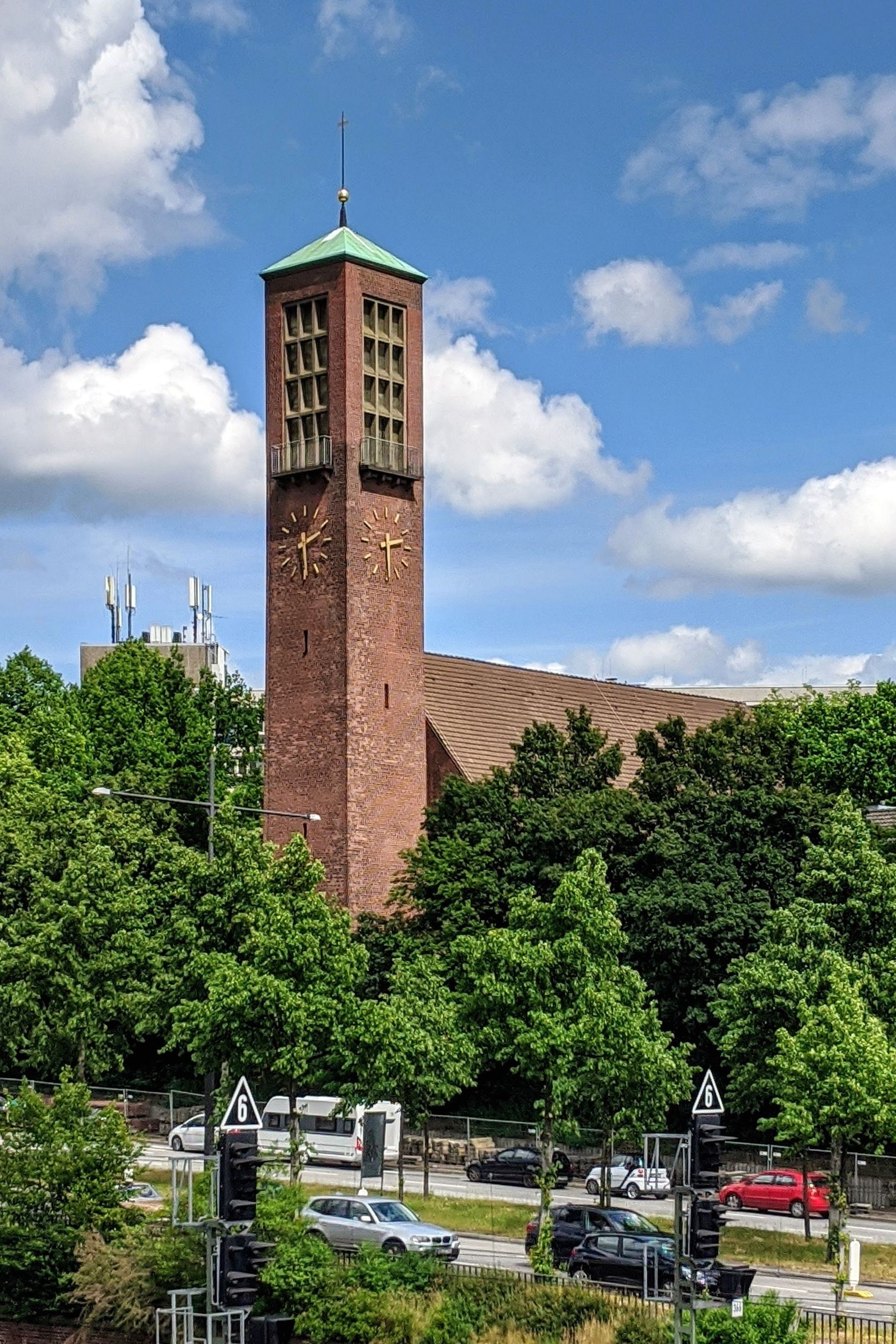
Blickfang im Osten: Erlöserkirche Borgfelde